# كوروسينسي كويست!
كوروسينسي كويست! (باليابانية: 殺せんせーQ!، بالروماجي: Korosen se-Q!) (بالإنجليزية: Koro Teacher Quest)‏ هي سلسلة مانغا يابانية من تأليف كيزوكو واتانابي ورسوم جو آوتو، وهي عبارة عن مانغا فرعية من مانغا فصل الاغتيال، نشرت المانغا من قبل شوئيشا في مجلة Saikyō Jump،  في 2 أكتوبر عام 2015، أنتجت من قبل استوديو ليرتشي إلى فيلم أنمي، عرض 19 نوفمبر عام 2016. ثم إلى سلسلة أونا عرضت في 23 ديسمبر عام 2016 حتى 9 مارس عام 2017، وتكونت من 12 حلقة.وحصل على العديد من المشاهدات لأغانيه Bye-bye Yesterday) Ansatsu Kyoushitsu QUESTION

## القصة
في الكون البديل الموجود في عالم آر بي جي، فإن طلاب مدرسة كونيجيجاوكا جونيور الثانوية هم أبطال تحت التدريب وطلاب الفصل 3-E هم أولئك الذين لديهم أخطاء، مما يجعلهم أضعف من الأبطال الآخرين. تم تكليفهم بهزيمة كورو سنسي، وهو ملك شياطين يعلمهم عمدًا حتى يتمكنوا من هزيمته في يوم من الأيام.

## قصة فصل الاغتيال
قصة كورو سينسي هي انه كان قاتلا ماجورا ماهر وكان لديه تلميذ دربه وعلمه ولكنه خانه ولهذا السبب تم القبض عليه واجريت عليه تجارب من قبل ياناجيساوا وهناك التقا باخت كايانو وهنا تعارفا على بعضهم لكن ياناجيساوا كان يعاملها بقصوة ويخبرها بان خطبتها له كانت شفقة عليها وبعد مرور الايام دمر 70 بالمئة من القمر بسبب فار اجريت عليه تجارب مجسات مثل كورو سينسي واسمه الحقيقي هو شينجامي وبعد ان عرفت ماذا سيحصل لكورو سينسي اخبرت بانه سوف يموت في شهر مارس القادم ويفجر 70 بالمئة من الأرض وتتابع الاحداث وسيكون كورو سينسي سببا في موتها وتعاهد بان يعلم تلاميذها وان لايمسهم ضرر.

## التعريف بالشخصيات
شيوتا ناجيسا: هو تلميذ ماهر في الاغتيال تلميذ كورو سينسي المحبوب شعره ازرق طويل

### الشخصيات
كورو-سينسي (باليابانية: 殺せんせー، بالروماجي: Koro-sensē)
مؤدي الصوت: جون فوكوياما
ناغيسا شيوتا (باليابانية: 潮田 渚، بالروماجي: Shiota Nagisa)
مؤدية الصوت: ماي فوتشيغامي
كايدي كايانو (باليابانية: 茅野 カエデ، بالروماجي: Kayano Kaede)
مؤدية الصوت: أيا سوزاكي
كارما أكاباني (باليابانية: 赤羽 業カルマ، بالروماجي: Akabane Karuma)
مؤدي الصوت: نوبوهيكو أوكاموتو
يوما إيسوغاي (باليابانية: 磯貝 悠馬، بالروماجي: Isogai Yūma)
مؤدي الصوت: ريوتا أوساكا
ريوما تيراساكا (باليابانية: 寺坂 竜馬، بالروماجي: Terasaka Ryōma)
مؤدي الصوت: سوبارو كيمورا
يوزوكي فووا (باليابانية: 不破 優月، بالروماجي: Fuwa Yuzuki)
مؤدية الصوت: كانا أويدا
كونودون (باليابانية: くぬどん، بالروماجي: Kunudon)
مؤدية الصوت: كورومي ماميا

### وصلات خارجية
- موقع الأنمي الرسمي (باليابانية)

كوروسينسي كويست! على موقع ANN manga (الإنجليزية)